# Rudolph Templer
Rudolph Templer (9. dubna 1837 Zlaté Hory – 2. ledna 1905 Opava ) byl malíř ve Slezsku.

## Život
Byl synem malíře Josefa Templera (1804–1860 Zlaté Hory), který jej vedl k malířství, bratr Franze Templera (1854–1930). Vyučil se u svého otce a působil v otcově dílně až do roku 1860, v padesátých letech 19. století se přestěhoval do Bruntálu a nakonec do Opavy, kde jako svobodný mládenec zemřel a byl pochován. Byl velmi společenský člověk, vystupoval jako zpěvák a herec v divadelních skupinách, byl členem střeleckého spolku.

## Dílo
Věnoval se malbě náboženských obrazů závěsných i nástěnných, krajin, portrétů a střeleckých terčů. Seznam děl podle
- Navštívení P. Marie, 1856, filiální kostel Navštívení P. Marie, Pitárné
- Nejsvětější srdce Ježíšovo, 1857, farní kostel sv. Petra a Pavla, Bernatice (nedochovalo se)
- křížová cesta, 1857, filiální kostel Neposkvrněného početí Panny Marie, Dolní Václavov
- Immaculata, 1860, farní kostel sv. Tomáše, Dolní Domašov
- Portrét císařovny Alžběty, 1862, Muzeum v Bruntále
- křížová cesta, 1862, filiální kostel Nejsvětější Trojice, Oborná
- Nanebevzetí Panny Marie, 1863, piaristický kostel Panny Marie Těšitelky, Bruntál
- křížová cesta, 1864, farní kostel sv. Bartoloměje, Dlouhá Loučka
- Sv. Václav, 1864, farní kostel sv. Václava, Staré Heřminovy
- Madonna, 1866, Muzeum v Bruntále
- Sv. Kateřina, 1867, farní kostel sv. Kateřiny, Horní Benešov
- Sv. Kateřina, 1867, filiální kostel sv. Barbory, Krasov
- křížová cesta, 1868, filiální kostel P. Marie, Černá Voda
- Madona, 1870, filiální kostel sv. Mikuláše, Lichnic
- Autoportrét, 1870, Slezské zemské muzeum Opava
- Snímání z kříže, 1871, farní kostel sv. Michaela, Vrbno pod Pradědem
- Vyučování P. Marie, 1871, farní kostel Nanebevzetí P. Marie, Zlaté Hory
- Sv. Josef, 1873, farní kostel Nanebevzetí Panny Marie, Bruntál
- nástěnná malby, 1873, filiální kostel sv. Barbory, Světlá Hora
- Nejsvětější Trojice, 1873, Farní kostel sv. Bartoloměje, Dlouhá Loučka
- Navštívení P. Marie, 1873, filiální kostel Navštívení P. Marie, Košetice
- Sv. Michael, 1874, filiální kostel sv. Michaela, Moravský Kočov
- křížová cesta, 1874, farní kostel sv. Michaela, Rýmařov
- Portrét lékaře Kubina, 1876, Muzeum v Bruntále
- Portrét Emilie Hauserové jako nevěsty, 1876, Muzeum Šternberk
- soubor střeleckých terčů, 1850 – 1877, Muzeum v Bruntále
- návrh na křížovou cestu, 1876, poutní kostel Panny Marie Pomocné, Uhlířský Vrch, Bruntál
- Sv. Jan Nepomucký, 1879, římskokatolická fara Javorník
- Sv. Máří Magdaléna, 1880, kaple sv. Máří Magdalény, Štítina
- opona, 1883, šest nástropních obrazů a dva obrazy představující génia, Městské divadlo Opava (nedochovalo se)
- Sv. Rodina, 1883, kaple Jména Panny Marie, Rejvíz
- Madona se světci, 1890, farní kostel sv. Michaela, Vrbno pod Pradědem
- Sv. Josef, 1890, filiální kostel sv. Acháce, Dolní Údolí
- Sv. Rodina, 1888, filiální kostel sv. Michaela, Roudno
- Narození P. Marie, 1892, filiální kostel Narození P. Marie, Jamartice
- soubor portrétů deseti opavských starostů, 1899 - 1905, budova Hlásky, Opava
- soubor portrétů, 1850 – 1905, Slezské zemské muzeum Opava
- Sv. Michael, nedatováno, farní kostel sv. Michaela, Bohdanovice[5]
- Navštívení P. Marie, nedatováno, filiální kostel, Bratříkovice
- Madona se svatým Aloisem, nedatováno, farní kostel sv. Jana Nepomuckého, Karlovice
- Navštívení P. Marie, nedatováno, filiální kostel Navštívení P. Marie, Deštné
- Madona s dítětem, nedatováno, filiální kostel Nejsvětější Trojice, Janov
- Sv. Josef s Ježíškem, nedatováno, filiální kostel Nejsvětější Trojice, Janov
- Portrét Viktora Sobka, nedatováno, zámek Hradec nad Moravicí
- soubor portrétů, nedatováno, Muzeum Novojičínska, Nový Jičín, byl odcizen
- Nejsvětější trojice, nedatováno, kaple sv. Josefa, Podlesí
- Sv. Michael, nedatováno, filiální kostel sv. Michaela, Roudno
- Madona, nedatováno, filiální kostel Nejsvětější Trojice, Oborná
- Sv. Lukáš, nedatováno, filiální kostel sv. Michaela, Roudno
- Josef s Ježíškem, nedatováno, farní kostel sv. Michaela, Vrbno pod Pradědem
- Madona s Ježíškem, nedatováno, farní kostel sv. Michaela, Vrbno pod Pradědem
- nástěnná malba Nejsvětější Trojice, nedatováno, presbytář, farní kostel sv. Michaela, Vrbno pod Pradědem
- Sv. Rodina, nedatováno, farní kostel sv. Kateřiny, Slezské Rudoltice